# Ussurigone
Ussurigone melanocephala és una espècie d'aranya araneomorfa de la subfamília dels erigonins, dins de la família Linyphiidae. És l'únic membre del gènere monotípic Ussurigone.
Es pot trobar a la Rússia asiàtica.
Fou descrit per primera vegada per K. Y. Eskov l'any 1993,